# Ecuadorral
De ecuadorral (Rallus aequatorialis) is een vogel uit de familie van rallen (Rallidae). De vogel komt voor in Zuid-Amerika.

## Kenmerken
De vogel lijkt sterk op de virginiaral en wordt soms als Zuid-Amerikaanse ondersoort beschouwd. De vogels in Ecuador en  Colombia zijn kleiner en doffer gekleurd dan de virginiaral. De Peruaanse vogels zijn ook kleiner, maar iets levendiger van kleur.

## Verspreiding en leefgebied
Deze soort komt voor van zuidwestelijk Colombia tot zuidwestelijk Peru en telt twee ondersoorten:IOC:
- R. a. aequatorialis: zuidwestelijk Colombia en Ecuador.
- R. a. meyerdeschauenseei: de Peruaanse kust.

Het leefgebied bestaat uit zoetwatermoerassen met goed ontwikkelde oevervegetaties in laagland tot op 360 m boven zeeniveau.

## Status
De ecuadorral wordt door BirdLife International niet als aparte soort geëvalueerd maar als ondersoort van de Bogotáwaterral (Rallus semiplumbeus). Deze heeft de status kwetsbaar op de Rode Lijst van de IUCN.